# 印度歌百灵
印度歌百灵（学名：Mirafra erythroptera），是百灵科歌百灵属的一种，分布于印度和巴基斯坦。该物种的保护状况被评为无危。
印度歌百灵的平均体重约为19.1克。栖息地为亚热带或热带的（低地）干燥疏灌丛。